# Hypnum schreberi
Hypnum schreberi là một loài Rêu trong họ Hypnaceae. Loài này được Willd. ex Brid. mô tả khoa học đầu tiên năm 1801.